# Alexandre Zarkhi
Aleksandr Grigorievitch Zarkhi (en russe : Александр Григорьевич Зархи) est un cinéaste, réalisateur et dramaturge soviétique, né le 18 février 1908 à Saint-Pétersbourg et mort le 27 janvier 1997 à Moscou.
Il fut membre de l'Union des écrivains soviétiques à partir de 1947 et de l'Union cinématographique de l'URSS à compter de 1957.

## Biographie
Alexandre Zarkhi est diplômé de l'Institut du cinéma et de l'audiovisuel de Saint-Pétersbourg (ru) en 1927. Pendant l’année scolaire 1927-1928, il étudie à la section cinématographique du Proletkoult.
Ensuite, sur plusieurs années, il travaille en tandem avec Iossif Kheifitz dans la société de production cinématographique Sovkino, au sein de laquelle ils montent l'association de jeunesse appelée « Première Brigade de la mise en scène du Komsomol » (Первая комсомольская постановочная бригада). A l'Exposition universelle de 1937, ils remportent le grand prix des arts décoratifs pour le film Le Député de la Baltique (1936). À ce succès vient s'ajouter le prix Staline en 1941. Le film est également sélectionné pour la Mostra de Venise de 1946 et il y reçoit une médaille de laiton. La même année, avec Kheifitz, ils reçoivent leur deuxième prix Staline pour le film La Défaite du Japon (1945).
Par la suite, Zarkhi travaille aux studios de Tachkent, Tbilissi, Bakou et Minsk avant de devenir réalisateur du Mosfilm en 1955.
En 1957, il reçoit le grand prix du Festival international du film de Karlovy Vary et la médaille d'or au 6e Festival mondial de la jeunesse et des étudiants pour le film La Hauteur. L'année suivante, le film est récompensé par le prix spécial au Festival panrusse du cinéma (en) à Moscou.
En 1967, son adaptation d'Anna Karénine est vue par plus de quarante millions de spectateurs.
Zarkhi est distingué « artiste du peuple de l'URSS » en 1969. En 1978, il est gratifié du titre de « héros du travail socialiste », on lui remet à cette occasion l'ordre de Lenine. Il a également reçu trois ordres du Drapeau rouge du Travail durant sa carrière.
Son film Vingt-six jours de la vie de Dostoïevski est présenté en sélection officielle de la Berlinale 1981. 
Le cinéaste a aussi écrit trois ouvrages autobiographiques. Il a en tout environ vingt-cinq films à son actif dont la plupart tournés d'après ses scénarios.
Zarkhi meurt à Moscou, et est inhumé au cimetière de Novodievitchi.

## Filmographie non exhaustive
- 1935 : De chaudes journées (Горячие денёчки)
- 1936 : Le Député de la Baltique (Депутат Балтики) qu'il coréalisa avec Iossif Kheifitz et qui fut présenté au festival de Venise, après la guerre en 1946.
- 1939 : Le Membre du gouvernement (Член правительства)
- 1948 : Précieuses céréales (Драгоценные зёрна) qu'il coréalisa avec Semion Iossifovitch Derevianski (ru) et Iossif Kheifitz
- 1950 : Les Lumières de Bakou (Огни Баку)
- 1957 : La Hauteur (Высота)
- 1959 : Des gens sur le pont (Люди на мосту)
- 1962 : Mon petit frère (Мой младший брат)
- 1967 : Anna Karénine (Анна Каренина)
- 1973 : Les villes et les années (Города и годы)
- 1976 : Histoire d’un acteur de province (Повесть о неизвестном актёре)
- 1980 : Vingt-six jours de la vie de Dostoïevski (Двадцать шесть дней из жизни Достоевского)
- 1986 : Tchitchérine (Чичерин)